# Lee Morin
Lee Miller Emile Morin (Manchester, 9 september 1952) is een Amerikaans voormalig ruimtevaarder. Morin zijn eerste en enige ruimtevlucht was STS-110 met de spaceshuttle Atlantis en begon op 8 april 2002. Tijdens de missie werd de S0 Truss-module gekoppeld aan de Destiny Laboratory-module van het Internationaal ruimtestation ISS.
Morin werd in 1996 geselecteerd als astronaut door de ruimtevaartorganisatie NASA. Tijdens zijn missie maakte hij twee ruimtewandelingen. In 2002 ging hij als astronaut met pensioen.